# كابريرو
بلدية كابريرو (بالإسبانية: Cabrero)‏، هي بلدية تقع في مقاطعة قصرش والتي تقع في منطقة إكستريمادورا، غرب إسبانيا.
يبلغ عدد سكانها 415 نسمة وفقاً لإحصائية سنة (2002).